# Воскресенская церковь (Плёс)
Церковь Воскресения Христова — православный храм в Плёсе, архитектурная доминанта Торговой площади.
Деревянная Воскресенская церковь существовала к концу XVII века. Из хроники известно, что в 1687 году для неё был отлит колокол. Сохранился договор 1810 года, по которому священник Воскресенской церкви нанял братьев Павловых-Клестовых для строительства каменного храма. 
Построенная в 1817 году церковь сочетала традиционное для XVII века устройство объёмов и декор раннего классицизма. Двухъярусный четверик храма и апсида выходят на восток, Торговую площадь. В соответствии с типом «корабль», трапезная соединяет основной объём храма с колокольней на западе. Церковь освещается через прямоугольные окна трапезной, апсиды и обоих ярусов южной и северной стен четверика. На четырёхскатной симметричной крыше четверика 5 луковичных «чешуйчатых» глав стоят на высоких барабанах. Угловые — на глухих, большая центральная — на световом с арочными окнами. На боковых фасадах расположены входные портики, каждый с двумя парами тосканских колонн и фронтоном. 32,5-метровая колокольня из трёх ярусов четвериков с арочными проёмами завершается крышей с круглыми люкарнами и главкой на световом барабане.
По данным начала XX века, в церкви было 2 престола: Воскресения в холодной и Рождества в тёплой. На 541,5 квадратных саженях церковной земли находились храм, ограда, церковно-приходская школа, дома причта и лавки. За церковью числилось 170 прихожан мужского пола и 183 — женского, в том числе дворы химического завода «Нескучный» на противоположном берегу Волги. При советской власти Воскресенская церковь действовала дольше остальных храмов города и была закрыта только летом 1939 года. Сначала в ней устроили зернохранилище, в 1960 или 1962 году художник Борис Пророков добился открытия в церкви художественной галереи. В 1980 году через дорогу от храма, где раньше находилась церковно-приходская школа, из соседней деревни Антоново перевезли часовню 1825 года постройки.
В 1990 году храм был возвращён верующим, Ивановский областной художественный музей передал ему ряд икон из своих запасников. Первоначальное внутреннее убранство церкви было утрачено; она была расписана заново, был установлен пятиярусный иконостас.
Церковь можно увидеть в фильмах «Два капитана», «Жестокий романс», «Китайский сервиз», телесериале «Золотой телёнок».

## Галерея
- Ансамбль Торговой площади в советские годы
- Церковь до реставрации, 2009 г.
- Основной объём
- Колокольня
- Воскресенская церковь и часовня Архистратига Михаила